# Герб СССР
Герб СССР — официальный государственный символ СССР наряду с флагом и гимном, один из первых социалистических гербов. Герб был закреплён конституцией СССР (статья 143) и представлял собой изображение серпа и молота на фоне земного шара, в лучах солнца и в обрамлении колосьев, с надписью на языках союзных республик «пролетарии всех стран, соединяйтесь!». В верхней части герба — пятиконечная красная звезда с жёлтым ободом.
Государственный герб СССР символизирует союз рабочих и крестьян, добровольное объединение равноправных союзных республик в едином союзном государстве, равноправие всех наций, и выражает идею интернациональной солидарности народов СССР с трудящимися всех стран планеты.
Материки на гербе изображены светло-коричневыми, девизы — золотыми буквами по красной ленте. Колосья символизируют жизнеспособность государства, процветание; солнце — свет коммунистических идей, светлое будущее.

## История
Первый государственный герб СССР был утверждён ЦИК СССР 6 июля 1923 года. Описание его было закреплено в Конституции СССР 1924 года. В 1923—1931 годах девиз: «Пролетарии всех стран, соединяйтесь!» был написан на шести оплетающих колосья красных лентах (на каждой из лент на своём языке — по числу титульных языков четырёх союзных республик-основателей, являвшихся официальными языками СССР): русском, украинском, белорусском, армянском, грузинском и тюрко-татарском. После образования в 1924 году Узбекской и Туркменской ССР количество лент совпало с количеством союзных республик, однако прямого соответствия между ними не было. Такое же положение сохранилось в 1931 году с добавлением девиза на таджикском языке. Только с 1937 года установилось соответствие «одна республика — одна лента с девизом на её титульном языке», выдерживавшееся и в дальнейшем. В 1937—1946 годах на гербе было 11 лент, в 1946—1956 годах — 16 лент, с 1956 года — 15 лент.
Осенью 1922 года на Гознаке начала работу комиссия по выработке советской символики. Были созданы композиции первых советских марок и купюр. 10 января 1923 года Президиум ЦИК СССР создал комиссию по разработке государственного герба и флага. Тогда же ЦИК определил главные элементы государственных символов союза, унаследованные от гербов республик-основателей: серп и молот в солнечных лучах, девиз: «Пролетарии всех стран, соединяйтесь!». В феврале 1923 года заказ на создание герба был передан на Гознак.
В различных вариантах герба, представленных художниками Гознака, было предложено отказаться от традиционного геральдического щита и разместить в пятиугольниках и кругах изображения всевозможных орудий труда, в том числе вилы, грабли, наковальни, шестерёнки.
Сохранились эскизы проектов герба художников Гознака Д. С. Голядкина, Я. Б. Дрейера, Н. Н. Кочуры, В. К. Куприянова, П. Румянцева, А. Г. Якимченко, И. Д. Шадра.
|                 |                 |              |                |              |                 |                   |
| А. Г. Якимченко | А. Г. Якимченко | Я. Б. Дрейер | Д. С. Голядкин | Н. Н. Кочура | В. Д. Куприянов | неизвестный автор |

Один из ранних проектов (1923) можно увидеть на здании Центрального телеграфа в Москве: земной шар окружён колосьями, вверху красная звезда, по сторонам серп и молот. Художник К. И. Дунин-Борковский, приверженец классической геральдики, представил герб СССР как геральдический щит с серпом и молотом. Проект Д. С. Голядкина — пятиугольник, в середине которого серп и молот в солнечных лучах, вокруг — индустриальные символы. Проект Я. Б. Дрейера — серп, молот, звезда, земной шар, ленты с девизом. Проект В. П. Корзуна уже весьма близок к утверждённому позже гербу СССР. В работу по созданию герба включился и заведующий художественно-репродукционным отделом Гознака В. Н. Адрианов (1875—1938). Именно он, как картограф, предложил внести в герб изображение земного шара. Последний должен был означать, что доступ в Союз открыт всем государствам мира. В общем вся композиция герба была составлена именно Адриановым. За работой над эскизом герба следили органы государственной власти. Например, секретарь Президиума ЦИК А. С. Енукидзе 28 июня 1923 года предложил наверху герба, на место вензеля «СССР», поместить красную звезду. Его ремарка: «Вместо вензеля звезду» сохранилась на архивном рисунке В. П. Корзуна.
На заключительной стадии к работе над гербом был приглашён художник И. И. Дубасов, он и выполнил окончательный рисунок. В его первом проекте девизы помещались на красной ленте, закрывающей нижнюю часть герба. Затем было решено размещать девизы на шести языках на перехватах ленты.
6 июля 1923 года II сессия ЦИК СССР приняла рисунок герба (одновременно с принятием проекта Конституции). 22 сентября 1923 года рисунок герба был окончательно утверждён Председателем Президиума ЦИК СССР А. С. Енукидзе. Конституция СССР, принятая II съездом Советов 31 января 1924 года, официально узаконила новый герб.
Конституция СССР 1924 года содержала описание государственных символов в 11-й главе:
«70. Государственный герб Союза Советских Социалистических Республик состоит из серпа и молота на земном шаре, изображённом в лучах солнца и обрамлённом колосьями, с надписью на языках, упомянутых в ст. 34: „Пролетарии всех стран, соединяйтесь!“. Наверху герба имеется пятиконечная звезда».
В Конституции СССР 1936 года герб описан в Главе XII «ГЕРБ, ФЛАГ, СТОЛИЦА». Статья 143 гласила:
«Государственный герб Союза Советских Социалистических Республик состоит из серпа и молота на земном шаре, изображенном в лучах солнца и обрамленном колосьями, с надписью на языках союзных республик: „Пролетарии всех стран, соединяйтесь!“ Наверху герба имеется пятиконечная звезда».
В конце 1920-х годов на герб был добавлен девиз: «Пролетарии всех стран, соединяйтесь!» по-таджикски. Русский вариант девиза переместился на центральный перехват ленты. Подобные гербы печатались на казначейских билетах СССР 1934 года выпуска. Надписи выполнялись на русском, украинском, белорусском (все кириллицей), грузинском (грузинский алфавит), армянском (армянский алфавит), тюркско-татарском (арабский алфавит; представлял титульный язык Азербайджанской в составе ЗСФСР, Узбекской и Туркменской ССР), таджикском (латинский алфавит) языках.
По Конституции 1936 года СССР состоял из 11 республик (субъекты бывшей ЗСФСР — Азербайджанская, Армянская и Грузинская ССР — и бывшие автономные в составе РСФСР Казахская и Киргизская ССР стали самостоятельными союзными республиками). Лент на гербе тоже стало одиннадцать (Азербайджанская, Узбекская и Туркменская ССР, наряду с Казахской и Киргизской, получили по собственной версии девиза латиницей). С этого времени и до распада СССР девизные ленточки на гербе представляли не только титульные языки союзных республик (они же официальные языки Союза), но и сами республики.
Секретариат Президиума Верховного Совета СССР 3 сентября 1940 года решил внести изменения в государственный герб СССР в связи с изменением количества союзных республик и уточнением написания девиза на национальных языках. Велась работа по подготовке новой Конституции, и 3 марта 1941 года Президиум Верховного Совета принял предварительный проект герба, но завершению работ помешала война. Только 26 июня 1946 года Указом Президиума ВС СССР был введён новый вариант герба, девиз на котором был воспроизведён на 16 языках союзных республик. К уже имевшимся надписям были добавлены девизы на молдавском, латышском, литовском, эстонском и финском языках. Надписи на языках среднеазиатских республик и Азербайджана выполнялись уже кириллицей.
16 июля 1956 года Карело-Финская ССР была преобразована в автономную республику в составе РСФСР, вследствие чего Указом ПВС СССР от 12 сентября 1956 года шестнадцатая лента с девизом на финском языке была удалена с герба. 1 апреля 1958 года Указом ПВС СССР был уточнён текст государственного девиза на белорусском языке. Он стал звучать так: «ПРАЛЕТАРЫІ ЎСІХ КРАІН, ЯДНАЙЦЕСЯ!» (вместо прежнего «ПРОЛЕТАРЫІ УСІХ КРАЕЎ, ЗЛУЧАЙЦЕСЯ!»). Изменение было внесено в герб СССР. Немного ранее, 21 февраля 1958 года, такое же уточнение по указу ПВС Белорусской ССР было сделано на гербе БССР.
Расположение лент с девизами на гербе СССР соответствовало порядку перечисления союзных республик в ст. 13 Конституции, установленному в соответствии с численностью населения. Надпись на русском языке, презентующая самую многочисленную РСФСР, шла по центру, далее снизу вверх, чередуя правую и левую (геральдически) стороны венка.
Уточнение и перерисовку герба в разное время производили художники Гознака И. С. Крылков, С. А. Новский, П. М. Чернышёв, С. А. Поманский. 31 марта 1980 года Указом Президиума Верховного Совета СССР утверждено Положение о Государственном гербе СССР. 25 июня оно закреплено Законом СССР. Согласно этому Положению:
«1. Государственный герб Союза Советских Социалистических Республик является символом государственного суверенитета СССР, нерушимого союза рабочих, крестьян и интеллигенции, дружбы и братства трудящихся всех наций и народностей страны, государственного единства советского народа, строящего коммунистическое общество.
2. Государственный герб Союза Советских Социалистических Республик представляет собой изображение серпа и молота на фоне земного шара, в лучах солнца и в обрамлении колосьев, с надписью на языках союзных республик: „Пролетарии всех стран, соединяйтесь!“. В верхней части герба — пятиконечная звезда. Надписи на Государственном гербе Союза Советских Социалистических Республик на языках союзных республик воспроизводятся на ленте, обрамляющей колосья, в следующем порядке: внизу в центре — на русском; снизу вверх с левой стороны — на украинском, узбекском, грузинском, литовском, латышском, таджикском, туркменском; с правой стороны — на белорусском, казахском, азербайджанском, молдавском, киргизском, армянском, эстонском. В цветном изображении Государственного герба Союза Советских Социалистических Республик серп и молот, солнце и колосья — золотые; водная поверхность земного шара — голубая, материки — светло-коричневые; лента — красная; звезда — красная, обрамлённая золотой каймой».
После 1991 года годах герб СССР присутствовал на советских купюрах, до полного их выхода из обращения в 1994 году, на различных документах, напечатанных до 1993 года (в 1992 году печать советских документов продолжалась). Полностью использование символики СССР прекратилось на постсоветском пространстве в 2002 году, когда прекратилась выдача паспортов СССР и использование штампов, а также документов с её изображениями.

## Галерея
- Герб СССР от 6 июля 1923
- Герб СССР (1931—1936)
- Герб СССР (1936—1946)
- Герб СССР (1946—1956)
- Герб на гербовой (почтовой) марке 1926
- Герб на марке об оплате прописочного сбора, 1930-х годов
- Герб на банкноте 10 000 руб., 1923 год
- Герб на банкноте 1 руб., 1934 год
- Почтовая марка, 1946 год
- Почтовая марка, 1946 год

## Гербы союзных и автономных республик
Государственные гербы имели все союзные республики, описание гербов содержалось в конституциях республик. Основными элементами республиканских гербов также являлись серп и молот в солнечных лучах и надпись на официальных языках республики (фактически — на её титульном языке и русском): «Пролетарии всех стран, соединяйтесь!». В государственных гербах союзных республик были, как правило, отражены особенности их природы, хозяйства и культуры.
Государственным гербом автономной республики являлся герб той союзной республики, в состав которой она входила, с добавлением наименования автономной республики на языках данной автономной и (если они отличались) соответствующей союзной республики, девиз «Пролетарии всех стран, соединяйтесь!» выполнялся на языке (языках) автономной республики и соответствующей союзной (если они отличались), а для автономных республик в составе не РСФСР — дополнительно также и на русском.

## Текущий статус
Поскольку в ряде стран законодательно приравнивают советскую символику к нацистской символике — например, в Венгрии, Грузии, Латвии, Литве, Польше и Украине — в этих странах запрещена публичная демонстрация в том числе и герба СССР (кроме употребления в информационных, музейных и подобных целях). Также Европейским судом запрещена регистрация торговых марок с изображением герба СССР.